# Leidhorn
Leidhorn är en bergstopp i Schweiz.   Den ligger i regionen Prättigau/Davos och kantonen Graubünden, i den östra delen av landet, 190 km öster om huvudstaden Bern. Toppen på Leidhorn är 2 839 meter över havet, eller 202 meter över den omgivande terrängen. Bredden vid basen är 2,0 km.
Terrängen runt Leidhorn är huvudsakligen bergig, men åt nordväst är den kuperad. Närmaste större samhälle är Klosters Serneus, 11,8 km väster om Leidhorn. 
Trakten runt Leidhorn består i huvudsak av gräsmarker. Runt Leidhorn är det ganska glesbefolkat, med 25 invånare per kvadratkilometer.